# Damien Karras
El padre Damien «Demis» Karras, SJ, es un personaje ficticio, coprotagonista de las novelas El exorcista de 1971 y Legión de 1983, y de la adaptación cinematográfica de 1973 de El exorcista y de la tercera entrega de 1990. Jason Miller fue quien lo interpretó y por su actuación en la primera película recibió una nominación al Óscar como mejor actor de reparto.
Karras es un sacerdote contactado por la actriz Chris MacNeil (el otro, el padre Merrin, será llamado por el obispo) para ayudar a su hija Regan, poseída por el demonio Pazuzu. Karras, un hombre físicamente fuerte y exboxeador amateur, es sin embargo psicológicamente frágil: está perdiendo la fe y a menudo se refugia en el alcohol. Animado por un sentido profundamente abnegado de la misión apostólica, no se permitió ningún lujo. Más tarde sufre el trauma de perder a su anciana madre. Durante los intentos de exorcismo el demonio aprovechará su fragilidad para hacerlo ceder temporalmente, pero se recupera en el momento adecuado.

## Biografía

### Encuentro con Regan
El padre Damien Karras es un joven sacerdote jesuita y psiquiatra que ocupa su puesto en la Universidad de Georgetown en Washington D. C.. Al principio de El exorcista, está impactado por la pérdida de su anciana madre que vivía sola en Nueva York y por la culpa de no haber estado lo suficientemente cerca de ella, absorbida por los demasiados compromisos de su ministerio. Cuando Regan MacNeil, de 12 años, es poseída por el misterioso y malvado demonio Pazuzu, su madre, la famosa actriz Chris MacNeil, atea y desconfiada de los sacerdotes en general, recurre a él. El sacerdote va a visitar a la niña todos los días, con la esperanza de poder descubrir el mal que la persigue. Se da cuenta de que Regan está cada vez peor y que el ser que hay dentro de ella se hace más fuerte. Pero su deseo de ayudarla también se hace cada vez más fuerte, hasta el punto de hacerle olvidarse de cualquier otro problema. Damien informa al obispo local, quien solicita la intervención de un exorcista, el padre Lankester Merrin, junto al cual el joven jesuita inicia un intento de exorcismo a Regan. En un momento, Regan habla con la voz de la madre de Damien, lo que lo hace ceder emocionalmente, hasta el punto de que Merrin lo obliga a salir de la habitación. A su regreso, Karras encuentra a Merrin sufriendo un ataque al corazón. Enfurecido, ataca a Regan y ordena al demonio que abandone su cuerpo y se apodere del suyo: la entidad toma posesión de Damien, quien sin embargo logra arrojarse por la ventana, suicidándose, antes de poder dañar a la niña. En ese momento Regan vuelve a la normalidad. Karras logró su objetivo, a costa de su vida. El padre Dyer, el amigo que se apresuró a absolverlo en su lecho de muerte, parece haber notado un destello de triunfo en sus ojos.

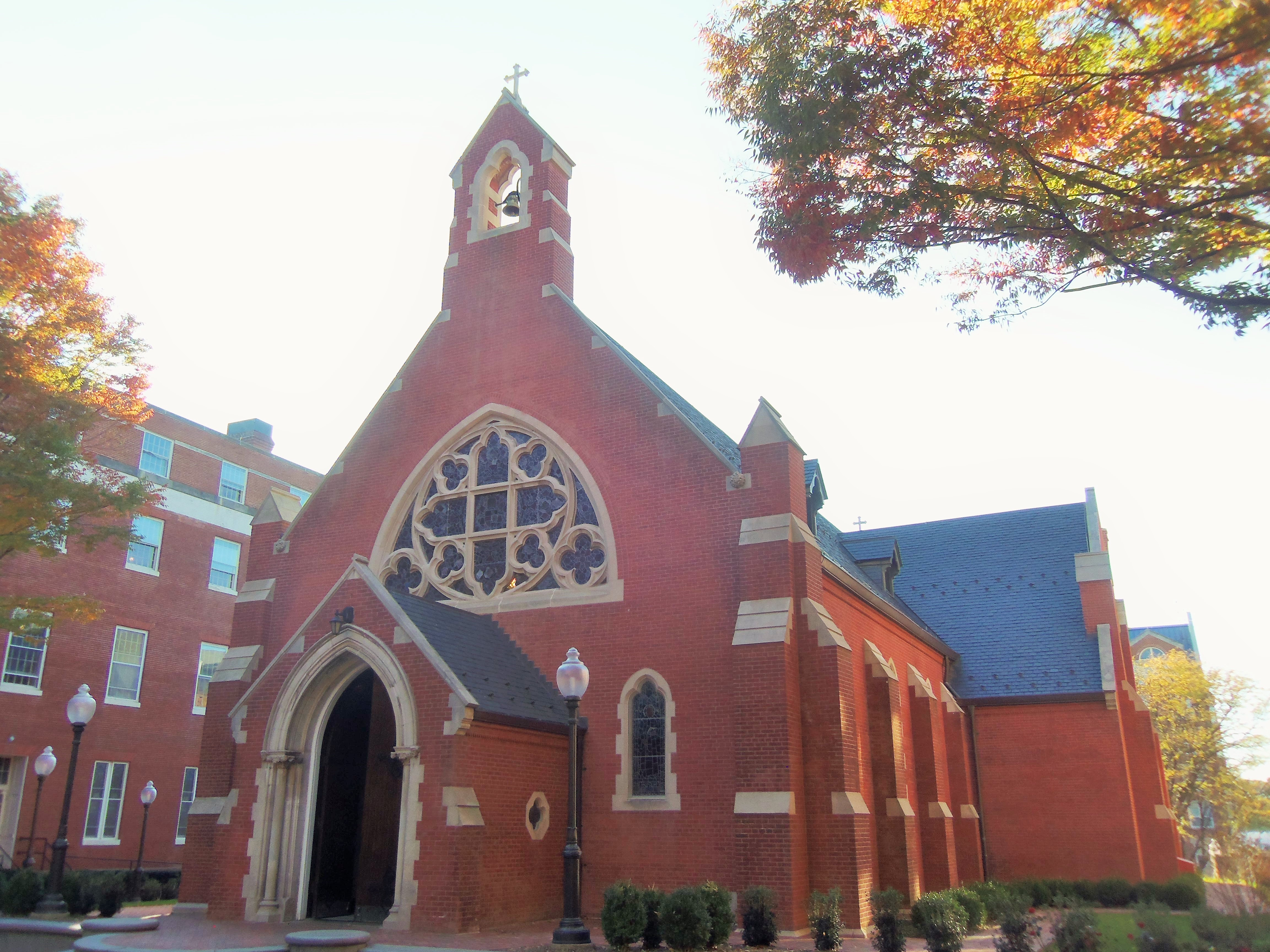
Capilla Dahlgren de la Universidad de Georgetown.

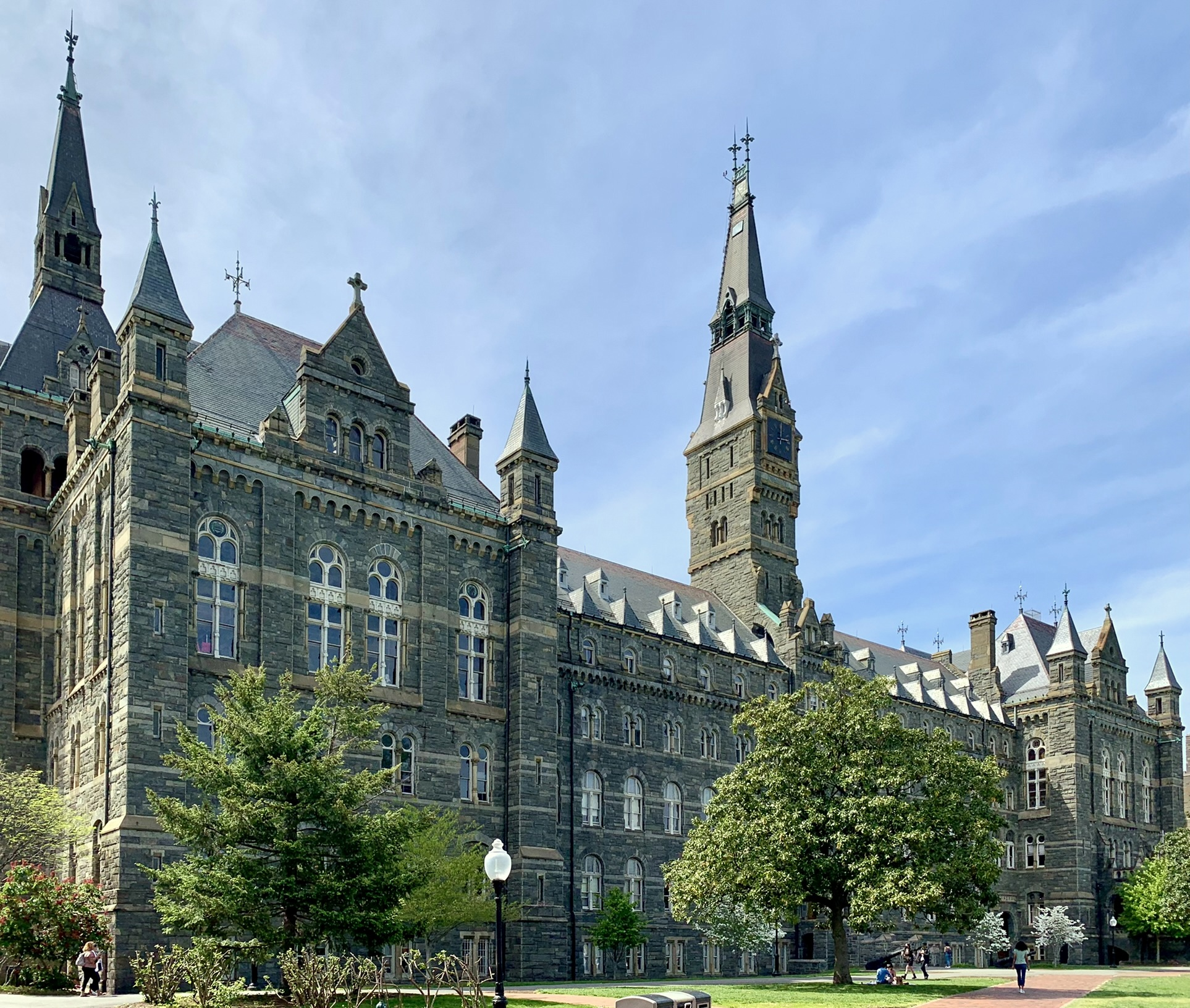
Healy Hall de la Universidad de Georgetown.

### Después de la muerte
El mismo día de la muerte del padre Karras, el famoso asesino en serie James Vennamun, conocido como Gemini Killer, muere en un tiroteo con la policía. Pazuzu hace que el alma de Gemini Killer entre en el cuerpo de Karras. Después de 15 años, Damien ingresa en un hospital psiquiátrico. Cada noche, el alma del asesino abandona el cuerpo de Karras y posee a los pacientes del hospital para llevar a cabo sus diabólicos asesinatos. Gemini Killer convoca al teniente Kinderman, viejo amigo de Damien, a su celda para convencerlo de su identidad. Después de convencer al teniente sobre su verdadera identidad, Gemini Killer/Padre Karras muere de un infarto. En El exorcista III, sin embargo, Karras es exorcizado por el Padre Morning, quien muere en el intento. Pero un momento antes de morir el sacerdote grita: «¡Damien! ¡Luchar!». Este grito despierta la personalidad de Karras, el verdadero, quien a su vez le grita a Kinderman que le dispare inmediatamente, antes de que el asesino recupere posesión del cuerpo. Luego, el teniente dispara y mata tanto a Karras como a Gemini Killer.

## Intérpretes
El personaje de Damien Karras fue interpretado por Jason Miller en la película de 1973 El exorcista y El exorcista III de 1990. Para el papel fueron considerados Jack Nicholson y Gene Hackman, inicialmente asignados a Stacy Keach, luego reemplazados por Miller, en su primera experiencia, a instancias del director William Friedkin.
En la película de 2001 Scary Movie 2, en el clip inicial, se vuelve a proponer una escena de la película, naturalmente parodiada, cuando Regan es exorcizada por el padre Merrin y el padre Karras; Los papeles de los dos sacerdotes en dicha película son interpretados por James Woods y Andy Richter respectivamente.
En el episodio The Exor-sister de la serie animada estadounidense Slippin' Jimmy el personaje del sacerdote con la voz de Chi McBride se llama Damien Karras.

## Simbología
Para Edoardo Nesi, escritor y autor del prefacio a la edición italiana de El exorcista de William Peter Blatty, «los sentimientos de culpa del padre Karras son los sentimientos de culpa de cada uno de nosotros por lo que no se hace y lo que no se dice, por los errores que hemos cometido y cuyo peso no podemos soportar».
Una interpretación muy extendida compara el nombre Damien con el verbo griego δαμαω (damao) o δαμάζω (damàzho), que significa «domesticar» o «dominar»,